# Fryderyk Holenderski
Fryderyk, książę Niderlandów, właśc.: Wilhelm Fryderyk Karol, nid. Willem Frederik Karel (ur. 28 lutego 1797 w Berlinie, zm. 8 września 1881 w Wassenaar) – książę holenderski z dynastii Orańskiej-Nassau, admirał floty.

## Życiorys
Urodził się jako drugi żyjący syn Wilhelma VI Orańskiego (późniejszego króla Zjednoczonych Niderlandów (tzn. Holandii i Belgii oraz wielkiego księcia Luksemburga Wilhelma I) i jego żony Wilhelminy Pruskiej. Jego starszym bratem był przyszły król Holandii i wielki książę Luksemburga Wilhelm II.
Wychowywany na berlińskim dworze walczył w kampanii 1813 roku. Następnie wstąpił do armii holenderskiej. Po utworzeniu decyzją kongresu wiedeńskiego w 1815 roku Zjednoczonego Królestwa Niderlandów pełnił wiele ważnych funkcji politycznych i wojskowych. W latach 1826–1829 był ministrem wojny. Przyjęty w 1816 roku do loży masońskiej został w latach 60. wybrany Wielkim Mistrzem Wielkiego Wschodu Niderlandów.

### Małżeństwo i dzieci
21 maja 1825 w Berlinie poślubił swoją kuzynkę – księżniczkę pruską Ludwikę. Para miała czworo dzieci:
- księżniczkę Wilhelminę Fryderykę Aleksandrę Annę Ludwikę, przyszłą królową Szwecji i Norwegii (1828–1871)
- księcia Wilhelma Fryderyka Mikołaja Karola (1833–1834)
- księcia Wilhelma Fryderyka Mikołaja Alberta (1836–1846)
- księżniczkę Wilhelminę Fryderykę Annę Ludwikę Marię (1841–1910)